# والتر كانون
والتر كانون (بالإنجليزية: Walter Bradford Cannon)‏ (ولد 19 أكتوبر، 1871 - توفي 19 أكتوبر، 1945) هو فيزيولوجي أمريكي، أستاذ ورئيس قسم الفيزيولوجيا في مدرسة طب هارفرد، والذي ساعد في تطوير مفهوم الاستتباب (بالإنجليزية: homeostasis)‏ مع كلود برنار (بالإنجليزية: Claude Bernard)‏، وأشهر ذلك من خلال كتابه حكمة الجسم (بالإنجليزية: The Wisdom of the Body)‏ في عام 1932.

## المساهمات العلمية
- استخدام أملاح المعادن الثقيلة في الأشعة السينية

كان واحدا من الباحثين أول من خلط أملاح المعادن الثقيلة (بما في ذلك تحت نترات البزموت، أوكسى كلوريد البزموت، وكبريتات الباريوم) في المواد الغذائية من أجل تحسين النقيض من صور الأشعة السينية في الجهاز الهضمي. وجبة الباريوم هو مشتق الحديثة لهذا البحث.
نظرية الكر والفر
- في عام 1915، وقال انه صاغ مصطلح الحرب أو رحلة لوصف استجابة الحيوان للتهديدات (التغيرات الجسدية في، ألم الخوف والجوع والغضب: سرد للبحوث مؤخرا إلى وظيفة من الإثارة العاطفية، أبليتون، نيويورك، 1915).

الاستتباب
- طور مفهوم التوازن من هذه الفكرة في وقت سابق من كلود برنار INTERIEUR من الوسط، وشاع ذكرها في كتابه حكمة من الجسم، عام 1932. قدم 4 المقترحات المبدئية لوصف الملامح العامة للتوازن:
- ثبات في نظام مفتوح، مثل اجسادنا تمثل، يتطلب آليات من شأنها أن تعمل على الحفاظ على هذا الثبات. يستند هذا الاقتراح على وجهات النظر في السبل التي تم تنظيمها الولايات ثابت مثل تركيزات الجلوكوز، ودرجة حرارة الجسم وتوازن الأحماض والقواعد.

حالة استقرار الأوضاع تتطلب أن أي اتجاه نحو التغيير يجتمع تلقائيا مع العوامل التي تقاوم التغيير. زيادة في نسبة السكر في الدم نتيجة العطش في الجسم كما يحاول تخفيف تركيز السكر في السائل خارج الخلية.
النظام الذي يحدد تنظيم الدولة استتبابي يتكون من عدد من آليات التعاون تعمل في وقت واحد أو على التوالي. وينظم السكر في الدم بواسطة الانسولين، glucagons، والهرمونات الأخرى التي تتحكم في صدوره من الكبد أو عن طريق امتصاص الأنسجة.
التوازن لا يحدث عن طريق الصدفة، بل هو نتيجة لتنظيم الحكم الذاتي.
مدفع، بارد نظرية
- تطوير نظرية فليب، بارد مع فيزيولوجي فيليب بارد في محاولة لتفسير لماذا يشعر الناس العواطف أولا، ثم اتخاذ الإجراءات بشأنها.

جفاف الفم
- وطرح فرضية جفاف الفم، مشيرا إلى أن الناس عطشى لأنه يحصل على فمه جاف. فعل تجربة على اثنين من الكلاب. انه قطع رقابهم، وإدخال أنبوب صغير. فإن أي ابتلع المياه تمر عبر أفواههم وبها أنبوب، أبدا إلى المعدة. وجد أن هذه الكلاب ولعق على نفس القدر من المياه كما الكلاب السيطرة.

ألف كانون عدة كتب ومقالات.
- 1910, A Laboratory Course in Physiology
- 1911, The Mechanical Factors of Digestion
- 1915, Bodily Changes in Pain, Hunger, Fear and Rage
- 1923, Traumatic Shock
- 1932, The Wisdom of the Body
- 1936, Digestion and Health
- 1937, Autonomic Neuro-effector Systems, with أرتورو روزنبلويث
- 1945, The Way of an Investigator

## قراءة إضافية
- Saul Benison, A. Clifford Barger, Elin L. Wolfe (1987) Walter B. Cannon: the Life and Times of a Young Scientist, [ISBN 0-674-94580-8].
- Elin L. Wolfe, A. Clifford Barger, Saul Benison (2000)  Walter B. Cannon, Science and Society, [ISBN 0-674-00251-2].
- Walter Bradford Cannon: Reflections on the Man and His Contributions, International Journal of Stress Management, Vol. 1, No. 2, 1994
- Marian Cannon Schlesinger, Snatched from Oblivion: A Cambridge Memoir, Boston: Little, Brown and Company, 1979

## وصلات خارجية
- والتر كانون على موقع الموسوعة البريطانية (الإنجليزية)
- والتر كانون على موقع إن إن دي بي (الإنجليزية)

- 6th APS President at the American Physiological Society
- Walter Bradford Cannon: Experimental Physiologist, a biographical article by Edric Lescouflair, dated 2003
- Chapter 9 of Explorers of the body, by Steven Lehrer (contains information about X ray experiments)
- The Walter Bradford Cannon papers can be found at The Center for the History of Medicine at the Countway Library, Harvard Medical School.